# جامعة نيبون لعلوم الرياضة
جامعة نيبون لعلوم الرياضة (باليابانية: 日本体育大学، بالروماجي: Nippon taiiku daigaku) اختصارًا (نيتايداي،日体大) هي جامعة يابانية خاصة تقع في سيتاغايا في طوكيو، وأوباكو في يوكوهاما، تأسست عام 1891 باسم «جمعية التربية البدنية» من قبل (توكيتشيرو هيداكا)، ثم تم إعتمادها كجامعة عام 1949، قدمت الجامعة العديد من مشاهير الرياضة.

## المؤسسة

### المعاهد والأقسام
- كلية قسم علوم الرياضة
  - قسم التربية الرياضية
  - قسم علوم الصحة
  - قسم الفنون القتالية
  - قسم الرياضة والاسترخاء مدى الحياة
- مدرسة التربية الرياضية للأطفال
  - قسم التربية الرياضية للأطفال
- كلية العلوم الطبية
  - قسم علاج الجودو وعلوم الصحة
  - قسم علوم طب الطوارئ

### الدراسات العليا
برامج ماجستير ودكتوراه، كلية علوم الرياضة والصحة العليا.

### مراكز البحث العلمي
- مركز أبحاث علوم الرياضة الشامل، (يصدر مجلة علمية في العلوم الرياضية مفتوحة الوصول).
- معهد بحوث العلوم الرياضية RISS
- مركز تدريب الرياضات

### مكتبة الجامعة
مكتبة حرم سيتاغايا التي تحوي أكثر من 380,000 كتاب.

### مؤسسات أخرى
- مكتب ألعاب القوى
- مركز دعم الطلبة
- مركز القبول
- مركز الرعاية الصحية
- مهجع الطلاب

## أبرز المتخرجين منها

### رياضيين
- نوبويوكي أيهارا [الإنجليزية] - لاعب جمباز؛ حائز على الميدالية الذهبية الأولمبية..
- يوتاكا أيهارا - لاعب جمباز؛ حائز على الميدالية البرونزية الأولمبية..
- توشيكو شيراسو-أيهارا [الإنجليزية] - لاعبة جمباز؛ حائزة على الميدالية البرونزية الأولمبية..
- يوكو أريموري [الإنجليزية] - عداءة ماراثون؛ حائزة على الميدالية الفضية الأولمبية..
- هوكتوفوجي دايكي [الإنجليزية] - مصارع سومو محترف.
- كوجي غوشيكين [الإنجليزية] - لاعب جمباز؛ حائز على الميدالية الذهبية الأولمبية..
- تشيوتايريو هيديماسا [الإنجليزية] - مصارع سومو محترف.
- يوكيو إكيتاني [الإنجليزية] - لاعب جمباز؛ حائز على الميدالية الفضية الأولمبية.
- كيكو تاناكا-إكيدا [الإنجليزية] - لاعبة جمباز؛ حائزة على الميدالية الذهبية الأولمبية.
- ناهومي كاواسومي - لاعبة كرة قدم؛ حائزة على الميدالية الفضية الأولمبية.
- كوسوكي كيتاجيما - سباح؛ حائز على الميدالية الذهبية الأولمبية.
- إيزو كينموتسو - لاعب جمباز؛ حاصل على عدة ميداليات أولمبية ذهبية وفضية وبرونزية.
- توشيهيكو كوغا [الإنجليزية] - لاعب جودو؛ حائزة على الميدالية الذهبية الأولمبية.
- يوشيكازي ماساتسوغو [الإنجليزية] - مصارع سومو محترف.
- كارينا ماروياما - لاعبة كرة قدم؛ حائزة على الميدالية الفضية الأولمبية.
- كينتارو ميناغاوا [الإنجليزية] - متزلج في جبال الألب.
- دايسوكي ميازاكي - لاعب كرة يد.
- شينجي موريسوي [الإنجليزية] - لاعب جمباز؛ حائز على الميدالية الذهبية الأولمبية.
- جونغو موريتا [الإنجليزية] - لاعب كرة طائرة؛ حائز على الميدالية الذهبية الأولمبية.
- ماري موتوهاشي [الإنجليزية] - لاعبة كيرلنغ.
- كاتسوهيكو ناجاتا - مصارع؛ حائز على الميدالية الفضية الأولمبية.
- شيكو سوجاوارا - مبارز.
- جوري تاكاياما [الإنجليزية] - لاعب الكرة اللينة؛ حائزة على الميدالية الفضية الأولمبية.
- ريه تاناكا [الإنجليزية] - لاعبة جمباز.
- كاكيزوي تورو [الإنجليزية] - مصارع سومو محترف.
- ميتسو تسوكاهارا - لاعب جمباز؛ حائزة على الميدالية الذهبية الأولمبية.
- كوهيه أوتشيمورا - لاعب جمباز نشط؛ حائز على الميدالية الذهبية والفضية في الألعاب الأولمبية.
- هاروهيتو ياماشيتا - لاعب جمباز؛ حائز على الميدالية الذهبية الأولمبية.
- كوجي يامامورو [الإنجليزية] - لاعب جمباز؛ حائز على الميدالية الفضية الأولمبية.
- هيروشي ياماموتو - نبال؛ حائز على الميدالية الفضية الأولمبية.
- توشيكي ياماموتو [الإنجليزية] - رافع أثقال.
- ميوغيريو ياسوناري [الإنجليزية] - مصارع سومو محترف.
- توموهيرو ياماموتو [الإنجليزية] - لاعب كرة طائرة؛ شارك في بطولة الرجال في الألعاب الأولمبية الصيفية 2020.
- كينتا تاكاناشي [الإنجليزية] - لاعب كرة طائرة؛ شارك جزء من بطولة الرجال في الألعاب الأولمبية الصيفية 2020.

### سياسيين
- ريوكو تاني - لاعب جودو متقاعد؛ حائزة على الميدالية الذهبية الأولمبية.
- كازويوكي ناكانيه [الإنجليزية] - عضو مجلس النواب في البرلمان الياباني.
- كينشيرو ماتسونامي [الإنجليزية] - عضو مجلس النواب في البرلمان الياباني.

### فنانين
- سوني شيبا - ممثل؛ ممثل فنون قتالية.
- يوتا تسوجي [الإنجليزية] - مصارع محترف.
- كيتا ماتشيدا [الإنجليزية] - ممثل.
- ماندي سيكيغوتشي [الإنجليزية] - راقص ومغني.

## طالع أيضًا
- رياضة
- العلوم الرياضية
- جامعة هيروشيما
- جامعة تسودا